# Por Excelência
Por Excelência foi um programa de televisão, do tipo talk show, exibido aos domingos pela TV JB, apresentado por Clodovil Hernandes, tendo sido o seu último trabalho na televisão, que foi estreiado em 22 de abril de 2007 e encerrou em julho daquele ano.
Sob direção de José Augusto de Souza e gravado em São Paulo, foi também um dos primeiros programas do canal TV JB, que substituiu a CNT.

## Criação
Em outubro de 2006, então recém eleito deputado federal pelo PTC, Clodovil anunciou à TV Câmara que iria "juntar o útil ao agradável" fazendo um novo programa, paralelamente à sua carreira política, e visando demonstrar os bastidores da política em Brasília, bem como fazer entrevistas marcantes e divertidas, um "misto de colunismo social e político".
Segundo Clodovil, o programa foi criado "para dar uma chance de os políticos desmentirem o que a mídia diz deles", acrescentando que "o povo não ama Brasília. Este tipo de energia transcendental é muito ruim".

## Entrevistas marcantes
A primeira pessoa que Clodovil entrevistou na estreia de Por Excelência foi Dilma Rousseff, então ministra-chefe da Casa Civil, no Palácio do Planalto. Naquela altura, ele havia criticado as mulheres como "vulgares, ordinárias e cheias de silicone", além de "trabalharem deitadas, mas descansarem em pé", mas só teceu elogios à Dilma. Porém, o programa terminou sem a conclusão da entrevista, que seria retomada posteriormente. 
Em junho de 2007, Clodovil tentou contato com Renan Calheiros para convidá-lo para uma entrevista no Por Excelência, mas a assessoria do então senador disse que, caso ocorresse, a entrevista deveria ser "light"..
Durante o programa, Clodovil também entrevistou outras personalidades políticas, como as então deputadas Rita Camata e Luiza Erundina e o então deputado e ex-ministro da Fazenda Antônio Palocci, além da cantora Selma Reis.
Em um episódio de Por Excelência, Clodovil entrevistou o ex-presidente do Brasil Fernando Collor de Mello, na época senador do PRTB por Alagoas, além dos cantores Claudia Telles e Paulinho Tapajós. Após a entrevista com Collor, Clodovil recitou Poema em linha reta, de Álvaro de Campos.
No programa, Clodovil também mostrava o dia a dia de sua vida parlamentar, em seu gabinete decorado por ele próprio, além de gravar telefonemas por telefone para ministros e secretários federais cobrando providências de questões públicas.

## Fim
Em julho de 2007, a TVJB anunciou a demissão de Clodovil, rescindindo seu contrato com a Clodovil Hernandes Publicidade Ltda. pela abstenção do apresentador para gravar o programa, o qual enfrentava problemas de saúde, tendo sofrido um derrame no mês anterior.